# Гівель Михайло Петрович
Михайло Петрович Гивель (рос. Михаил Петрович Гивель; * 2 січня 1947, Жидачів, Львівська область — † травень 2002, Львів) — радянський футболіст.
Півзахисник і нападник, виступав за «Карпати» (Львів), «Шахтар» (Червоноград), СКА (Львів), «Локомотив» (Вінниця), «Автомобіліст» (Житомир), команду м. Луцька.